# Палавесино, Освальдо
Освальдо Марсиаль Палавесино (исп. Oswaldo Marcial Palavecino; 26 июля 1949, Буэнос-Айрес — 16 августа 2020, Буэнос-Айрес) — аргентинский футболист, нападающий, известный по выступлениям в чемпионате Колумбии.

## Биография
В начале карьеры выступал на родине за клубы «Сакачиспас», «Расинг» (Авельянеда), «Велес Сарсфилд», «Нуэва Чикаго», «Архентинос Хуниорс». В высшем дивизионе Аргентины сыграл не менее 21 матча и забил один гол.
В 1975 году перебрался в Колумбию. Первым клубом в новой стране стал «Онсе Кальдас» (в то время носил название «Кристал Кальдас»), где аргентинец провёл два сезона, выступая вместе с соотечественником полузащитником Серхио Сьерра, группу атаки вместе с ним составляли Нельсон Гальего и Антонио Риос. Первый сезон был неудачным — клуб занял последнее место. Палавесино стал лучшим бомбардиром клуба в 1975 году, забив 20 из 43 командных голов, однако этого результата не хватило, чтобы попасть в топ-5 снайперов лиги. В 1976 году «Онсе Кальдас» финишировал пятым, что стало лучшим результатом клуба в 1970-е годы, а Палавесино с 31 забитым мячом стал вторым бомбардиром лиги, уступив Мигелю Конверти (33).
В 1977 году перешёл в состав действующего чемпиона Колумбии «Атлетико Насьональ», который тренировал аргентинский специалист Освальдо Субельдия, знакомый с игроком по работе в Аргентине. С новым клубом Палавесино дважды подряд становился лучшим бомбардиром чемпионата Колумбии — в 1977 году забил 30 голов, а в 1978 году — 36. В 1979 году, забив 31 гол, стал четвёртым бомбардиром. Однако «Атлетико Насьональ» в этот период выступал не слишком удачно, лишь однажды (1978) попал в тройку призёров. В 1977 году форвард со своим клубом выступал в Кубке Либертадорес (6 матчей, 1 гол). В чемпионатах забил за три сезона по разным данным 97, 100 или 83 гола.
В 1980 году Палавесино перешёл в амбициозный клуб «Индепендьенте Медельин», собравший многих звёздных игроков с высокими зарплатами. Однако неожиданно для всех клуб выступил провально, заняв место в нижней половине таблицы, а сам аргентинец забил лишь 2 гола за сезон. В 1981 году он играл за «Индепендьенте Санта-Фе», составив дуэт в атаке со своим бывшим соперником Мигелем Конверти, где несмотря на слабые выступления клуба, смог стать вторым бомбардиром чемпионата (21 гол). В 1982 году перешёл в другой клуб из Боготы — «Мильонариос», за который в тот момент выступало много аргентинских игроков, клуб после слабого старта смог финишировать на третьем месте. В 1983 году игрок выступал за «Кукута Депортиво», костяк команды составляли возрастные игроки и она заняла место в конце таблицы.
В конце карьеры игрок на время возвращался в «Санта-Фе», а затем играл за «Депортес Толима», где имел мало игрового времени и не отличался результативностью. В 36-летнем возрасте завершил карьеру.
Всего в высшем дивизионе Колумбии забил 203 гола, также называются цифры 200, 204 и 205. По состоянию на 2020 год входит в пятёрку лучших снайперов лиги за всю историю, также является самым результативным аргентинским легионером в Колумбии.

## Достижения
- Лучший бомбардир чемпионата Колумбии: 1977 (30 голов), 1978 (36 голов)